# Anaxilas
Anaxilas (auch Anaxilaos; altgriechisch Ἀναξίλας, Ἀναξίλαος; † 476 v. Chr.), Sohn des Kretines, war von 494 bis 476 v. Chr. Tyrann von Rhegion (heute Reggio Calabria) und Messana (heute Messina).

## Leben
Anaxilas stammte von jenen Messeniern ab, die nach dem Zweiten Messenischen Krieg Ende des 7. Jahrhunderts v. Chr. vom Peloponnes nach Rhegion in Süditalien auswanderten. Anaxilas heiratete Kydippe, eine Tochter des Terillos, König von Himera auf Sizilien. Er bemächtigte sich 494 v. Chr. der Zitadelle von Rhegion und stürzte die bisherige oligarchische Regierung der tausend reichsten Bürger. Im ersten Jahr seiner Regierung akzeptierten jene Einwohner Milets, die nach der Eroberung ihrer Stadt durch die Perser geflohen waren, und Emigranten aus Samos das Angebot der Einwohner der sizilischen Stadt Zankle, sich an einem ihnen auf dieser Insel zugewiesenen Ort anzusiedeln. Auf ihrem Weg nach Sizilien segelten die eingeladenen Griechen an der süditalienischen Stadt Lokroi vorüber. Anaxilas hörte von ihrer Ankunft und überredete sie, dass sie sich in den Besitz der ihm feindlichen Stadt Zankle selbst setzen sollten, deren Krieger gerade abwesend waren, da sie eine Nachbarstadt belagerten. Die Samier und Milesier brachten Zankle unter ihre Kontrolle, verbanden sich aber darauf mit Hippokrates von Gela und später mit Gelon von Syrakus. Dies dürfte Anaxilas bewogen haben, sie bald nach 490 v. Chr. zu vertreiben und Zankle mit einer gemischtrassigen Bevölkerung neu zu gründen. Unter den Neusiedlern stellten Messenier das Hauptkontingent, die kurz zuvor nach einem erfolglosen, von Aristomenes angeführten Aufstand gegen Sparta emigriert waren. Die Stadt erhielt jetzt den Namen Messana, nach Messene im Peloponnes, der Heimat seiner Vorfahren. Anaxilas regierte seither über Rhegion und Messana. Als Machthaber dieser beiden Städte, welche die Meerenge zwischen Sizilien und Italien (Straße von Messina) beherrschen, legte er dort bei Scyllaeum einen gegen die etruskischen Seeräuber befestigten Hafen an.

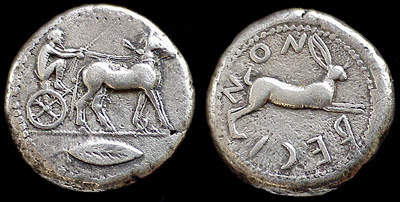
Tetradrachme von Anaxilas zur Erinnerung an seinen Sieg bei den Olympischen Spielen im Rennen der Maultiergespanne

Nach der von Iustinus gegebenen Charakteristik des Tyrannen, die vielleicht auf den sizilischen Geschichtsschreiber Timaios von Tauromenion zurückgeht, soll sich Anaxilas bei der Ausübung seiner Herrschaft durch Mäßigung und Gerechtigkeit ausgezeichnet haben. Die nächste historische Erwähnung von Anaxilas bezieht sich auf das Jahr 480 v. Chr. Zu diesem Zeitpunkt war sein Schwiegervater Terillos von seiner Stadt Himera durch Theron, den Machthaber von Akragas, vertrieben worden. Anaxilas bat den karthagischen König Hamilkar um Militärhilfe zur Wiedereinsetzung des Terillos als Herrn von Himera. Zu diesem Zweck lieferte der Tyrann zwei seiner Söhne als Geiseln an Hamilkar aus. Daraufhin landete Hamilkar mit einer bedeutenden Streitmacht auf Sizilien, wurde aber 480 v. Chr. von Theron und seinem Verbündeten Gelon in der Schlacht bei Himera geschlagen und fiel. Um 477 v. Chr. wollte Anaxilas das benachbarte Lokroi angreifen, wurde davon aber durch Hieron, König von Syrakus, der Anaxilas’ Tochter geheiratet hatte, abgehalten.
Auf Anaxilas’ Herrschaft beziehen sich Münzen, auf denen ein Maultiergespann und ein Hase abgebildet sind. Diese Darstellung deutet auf den Sieg des Anaxilas bei den Olympischen Spielen  im Rennen der Maultiergespanne hin. Es wird berichtet, dass der griechische Dichter Simonides von Keos zunächst Anaxilas’ Begehr, zur Verherrlichung dieses Sieges eine Ode zu schreiben, mit der Begründung ablehnte, dass dies seiner Muse unwürdig sei, dann aber nach der Erhöhung des angebotenen Lohns doch die Bitte des Tyrannen erfüllt habe.
Vor seinem 476 v. Chr. erfolgten Tod ernannte Anaxilas seinen treuen Diener Mikythos zum Vormund seiner unmündigen Söhne und Regenten seines Reichs. 467 v. Chr. legte Mikythos die Regentschaft nieder, und 461 v. Chr. erfolgte der Sturz der von Anaxilas errichteten Tyrannis durch das Volk.